# Aix galericulata
L'anatra mandarina (Aix galericulata Linnaeus, 1758) è un uccello anseriforme appartenente alla famiglia degli Anatidi. È una delle anatre più famose per l'elegante bellezza, tenuta in grande stima dal popolo cinese dove ha influenzato l'arte e la cultura nel corso dei secoli.

## Etimologia

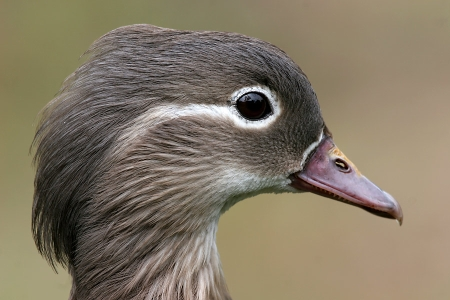
Testa della femmina.

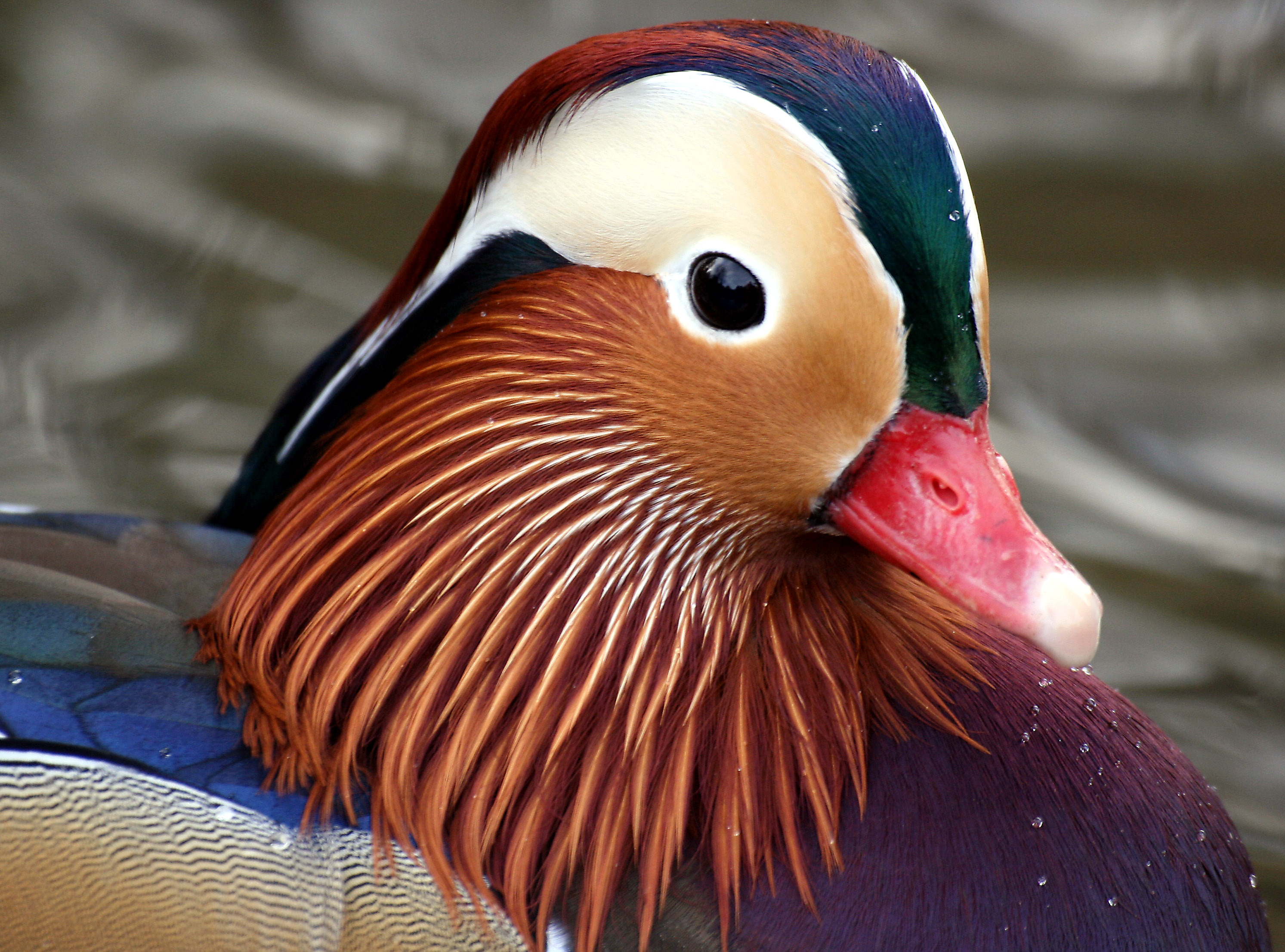
Testa del maschio.

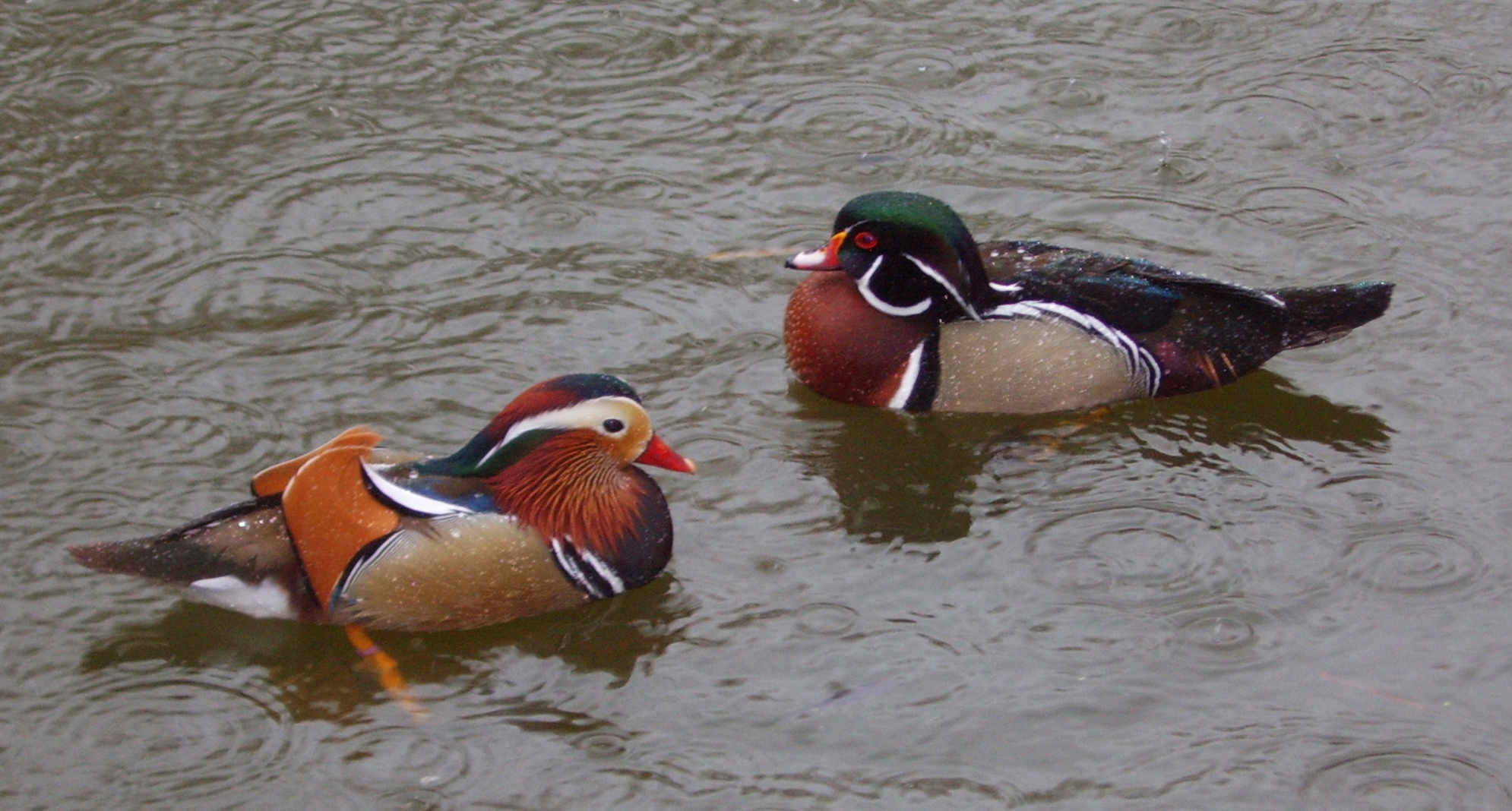
Maschi di anatra mandarina e di anatra sposa a confronto.

Il nome del genere Aix è un nome greco menzionato da Aristotele: si riferisce a un uccello, e significa «piccola oca», «svasso», «anatra», anche se è un termine tuttora indefinito. Il termine indicante la specie, galericulata, deriva dal latino galericulum e significa «parrucca», «finto cappello», «cappuccio», in riferimento al fluente ciuffo e alle lunghe penne delle guance posseduti dai maschi di questa specie che, abbinati, formano una struttura che ricorda un cappuccio o una sorta d'elmo.

## Descrizione
È una piccola e compatta anatra lunga 41-49 cm, ha un peso medio sui 440-570 g e un'apertura alare di 65-75 cm. Conosciuta semplicemente con il termine di «mandarina», i maschi hanno una livrea splendida resa ancor più evidente per le note e strane «vele» laterali di colore arancio-mattone (con piccolo bordino superiore biancastro) che si estendono verticalmente. Tale struttura particolare origina da una notevole espansione della porzione interna della dodicesima penna remigante. Questa espansione, molto caratteristica, ha proprio una forma che ricorda una vela, con una curva dorsale e una punta rivolta cranialmente. Tali penne espanse si osservano quando l'anatra è posata e non si apprezzano quando l'animale vola perché portate appiattite contro il corpo. I maschi di anatra mandarina sono molto differenti dagli altrettanto, ma diversamente, variopinti maschi dell'unica altra specie appartenente al medesimo genere: l'anatra sposa (Aix sponsa). Il piumaggio nuziale del maschio (questa specie effettua la muta d'eclissi) è vivacemente variopinto; ha colorazione arancione a livello di testa e guance. Sui lati della testa e del collo, le penne formano una larga gorgiera allargata sui lati dove le voluminose penne aranciate presentano delle lineette centrali appuntite leggermente più chiare che formano un caratteristico disegno a «pioggia di scintille cadenti di fuochi d'artificio». Il capo ha il vertice che parte dall'attaccatura dorsale del becco con penne iridescenti verdi, continua con penne blu, da metà testa prosegue con penne arancio-rosso mattone e termina con un abbondante ciuffo posteriore verde-bluastro che assieme alle penne guanciali arancioni costituisce una sorta di voluminoso cappuccio variopinto erettile. Nella parte dorso laterale della testa, dal livello dell'occhio in «su», vi è un'ampia fascia bianca, che inizia sfumata in arancione chiaro vicino al becco, che prosegue ad arco lungo il collo lateralmente e si riduce, procedendo posteriormente, in una sottile striscia che si sdoppia in due strisce parallele soprattutto quando il ciuffo è eretto. Verdi e blu-brune sono anche le penne copritrici dorsali. Vi è una striscia multipla posta alla base delle «vele» arancioni che è bianca-nera e blu (con una parte blu che si vede maggiormente a «vele» spiegate); sempre le «vele» sono bordate posteriormente di nero e anteriormente, per un tratto partendo dalla base, di nero e bianco (con il nero adeso all'arancio della vela). Il petto ha colorazione blu-viola cangiante e lateralmente continua con due righe trasversali bianche seguite da due più ampie strisce trasversali nere. I fianchi sono color beige-arancio sfumati e vermicolati di chiaro, la coda leggermente puntuta è verde-bruno cupo dorsalmente e bianca latero-ventralmente (sottocoda). Il petto, dopo la parte blu-viola, continua con una parte bianca candida che inizia a punta dividendo parzialmente proprio la parte blu-viola e che prosegue per tutto il ventre fino al sottocoda. L'ala è bruno nerastra con specchio alare verdastro cangiante e bordo posteriore allo specchio alare bianco. Il sottoala è scuro, bruno marrone, alquanto uniforme. Il becco, piuttosto piccolo, è colore rosso vivo con unghia color carnicino. Le zampe sono arancioni. L'occhio ha iride bruno scura. Quando è in volo la voluminosa cresta-ciuffo, a forma d'elmo, è portata adesa al collo. La femmina presenta una livrea grigio-bruna, con una macchia bianca sotto la gola e una sottile riga, sempre bianca, che ingloba l'occhio. Una riga trasversale bianca può essere presente vicino alla base del becco. Il petto e i fianchi presentano una punteggiatura bianco-crema, il ventre è bianco, le ali sono più scure, il becco è grigiastro con base rossastro-scura e le zampe sono colore grigio con sfumature giallastre. Le femmine di anatra mandarina e anatra sposa sono, a un'osservazione grossolana, simili tra loro. Le femmine di mandarina sono però complessivamente più pallide, hanno specchi alari più verdognoli (invece che blu-viola), in proporzione hanno occhi leggermente più grandi e dolci, privi di colorazione giallastra sulla rima palpebrale e il bianco che circonda l'occhio limitato a un sottile anello che prosegue verso la nuca con una sottile linea bianca. Il piumaggio eclissale del maschio è simile a quello della femmina.

## Biologia

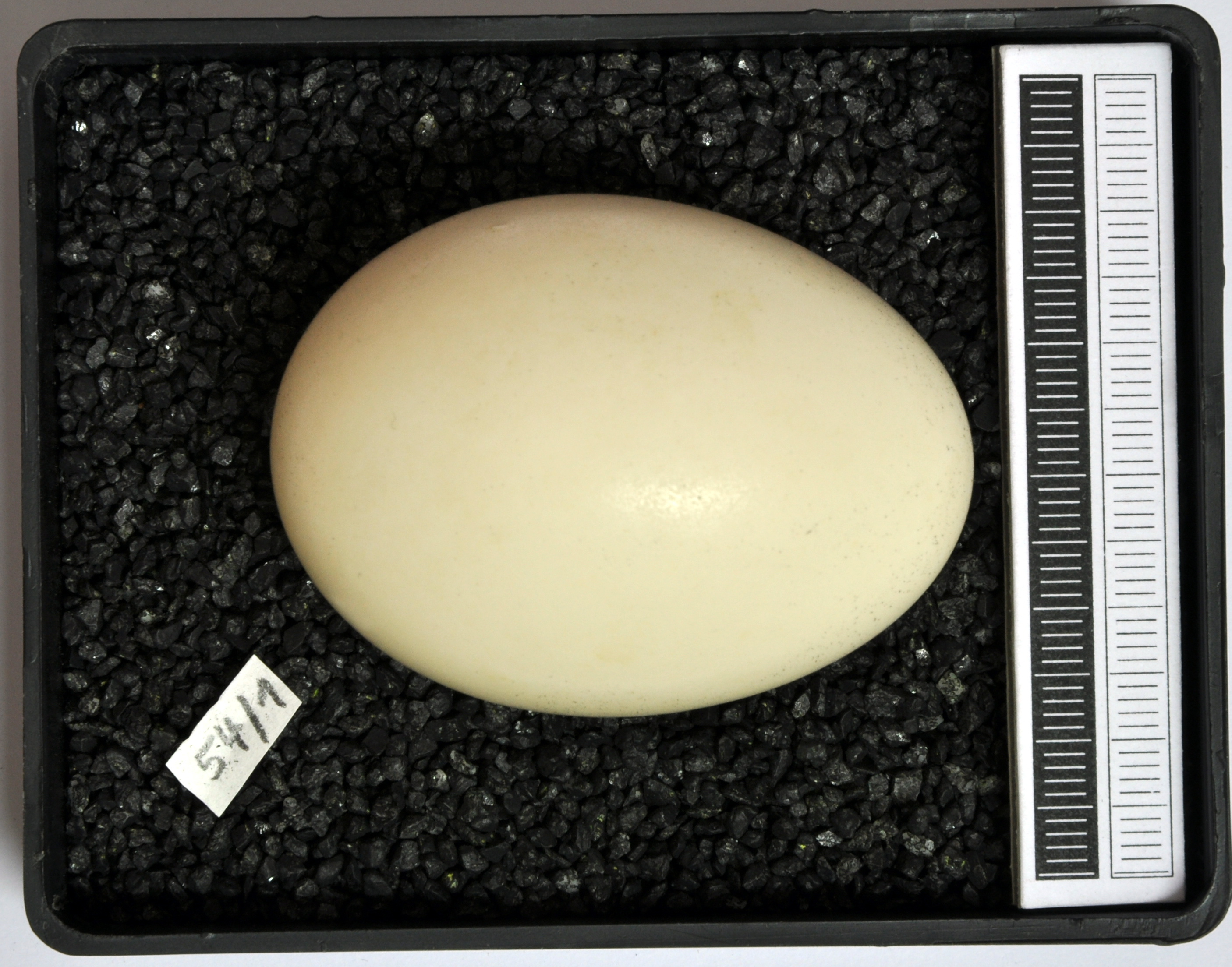
Uovo di anatra mandarina.

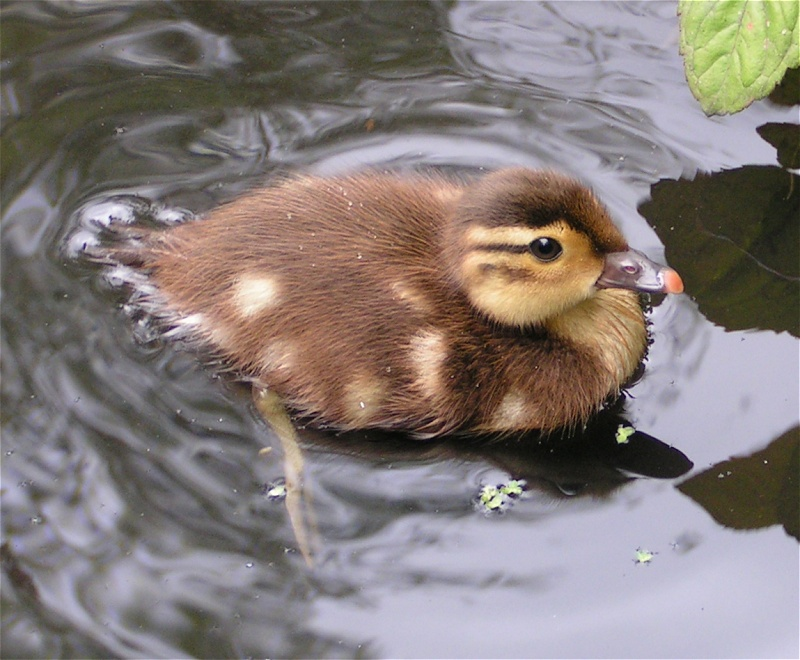
Un anatroccolo.

Quest'anatra è maggiormente attiva nelle ore che precedono l'alba e al crepuscolo, mentre passa gran parte della giornata a oziare tra la vegetazione delle rive o appollaiata su rami o tronchi emergenti dalle acque. Nonostante in Asia continentale l'anatra mandarina abbia comportamenti schivi e timidi, si adatta alla presenza umana quando indisturbata.

### Alimentazione
La dieta è costituita principalmente da piante e semi e viene integrata con lumache, insetti, rane e piccoli pesci; è più vegetariana nel periodo invernale.

### Riproduzione
Il corteggiamento, in questa specie, è fortemente sincronizzato e le coppie sono maggiormente inclini a pavoneggiarsi reciprocamente a confronto della «cugina» americana. Il corteggiamento ha generalmente luogo nel periodo di massima attività giornaliera (mattino presto-tramonto) quando la luce è fioca oppure durante il giorno, ma in luoghi riparati dalla vegetazione, probabilmente per non attirare troppo l’attenzione di potenziali predatori. Il maschio, durante il corteggiamento, ha movenze impettite, torace espanso, porta la testa indietro sulla schiena con le penne della testa erette, i ciuffi laterali della faccia estesi lateralmente e le penne delle «vele» ben dispiegate. Mentre le femmine si occupano dell'incubazione delle uova, i maschi possono avere comportamenti promiscui accompagnandosi a eventuali altre femmine. I legami di coppia vengono generalmente sciolti durante la cova anche se alcune coppie possono rimanere unite anche successivamente. Entrambe le specie appartenenti al genere Aix prediligono nidificare in cavità d'albero sopraelevate ad altezze che possono arrivare ai 15 metri. I nidi possono tuttavia venire ubicati anche in ceppi, radici o tronchi caduti d'albero e raramente sul terreno sotto cespugli o tronchi e ramaglie. I nidi artificiali, a cassetta nido, vengono ben accettati e utilizzati sia da questa specie che dalla «cugina» americana. La deposizione avviene in primavera e la covata è costituita solitamente da 9-15 uova di colore crema-beige traslucide. Questa specie, come la cugina americana, può praticare il parassitismo intraspecifico. Alcune femmine, infatti, depongono le loro uova nel nido di altre femmine; questi nidi possono arrivare a contenere anche alcune decine di uova. La cova dura circa 30-33 giorni e i piccoli seguono la madre gettandosi dal nido tentando di planare estendendo al massimo il corpo e le zampette palmate. Gli anatroccoli di anatra mandarina hanno colorazione simile a quella degli anatroccoli di germano reale (Anas platyrhynchos), ma si differenziano da questi e dai simili anatroccoli dell'anatra sposa (Aix sponsa) per avere tonalità di marrone meno cupe e maggiormente bruno-cannella e per avere gli occhi, in proporzione, piuttosto grandi. I giovani sono simili alle femmine e raggiungono l'indipendenza a circa 45-60 giorni d'età. I maschi emettono dei vocalizzi che sono dei fischiettii non molto forti; le femmine, invece, possono emettere vocalizzi lamentosi e ripetuti, versi simili al chiocciare o richiami più forti, nitidi e acuti che ricordano i vocalizzi delle folaghe (Fulica atra).

## Distribuzione e habitat
L'anatra mandarina è ampiamente diffusa in Cina, Russia, Corea e Giappone, anche se negli ultimi 200 anni ha subito una riduzione a causa della distruzione degli habitat dove viveva, della caccia e delle catture che ha subito; non è comunque considerata specie a rischio. Nei paesi europei la specie è stata introdotta a causa di fughe accidentali o volontarie inselvatichendosi in diversi paesi: Belgio, Germania, Svizzera, Austria, Polonia, area del Mar Nero e Gran Bretagna, dove vive la popolazione extra-asiatica più numerosa. Piccole popolazioni isolate, inselvatichite, sono presenti anche negli Stati Uniti d'America. In Italia la specie è registrata in Piemonte e Lombardia come inselvatichita, svernante e occasionalmente (2014, 2016) nidificante, in particolare in provincia di Varese. La specie frequenta vallate fino a 1500 metri d'altitudine, dimostrando una preferenza per piccole isole, corsi d'acqua che supportano abbondante vegetazione emergente e boschi che presentano laghetti al loro interno. In autunno e inverno le anatre mandarine sono maggiormente attratte da paludi o fiumi più aperti e dalle risaie. Anche se più raramente, possono frequentare anche estuari o lagune salmastre.

## Rapporti con l'uomo

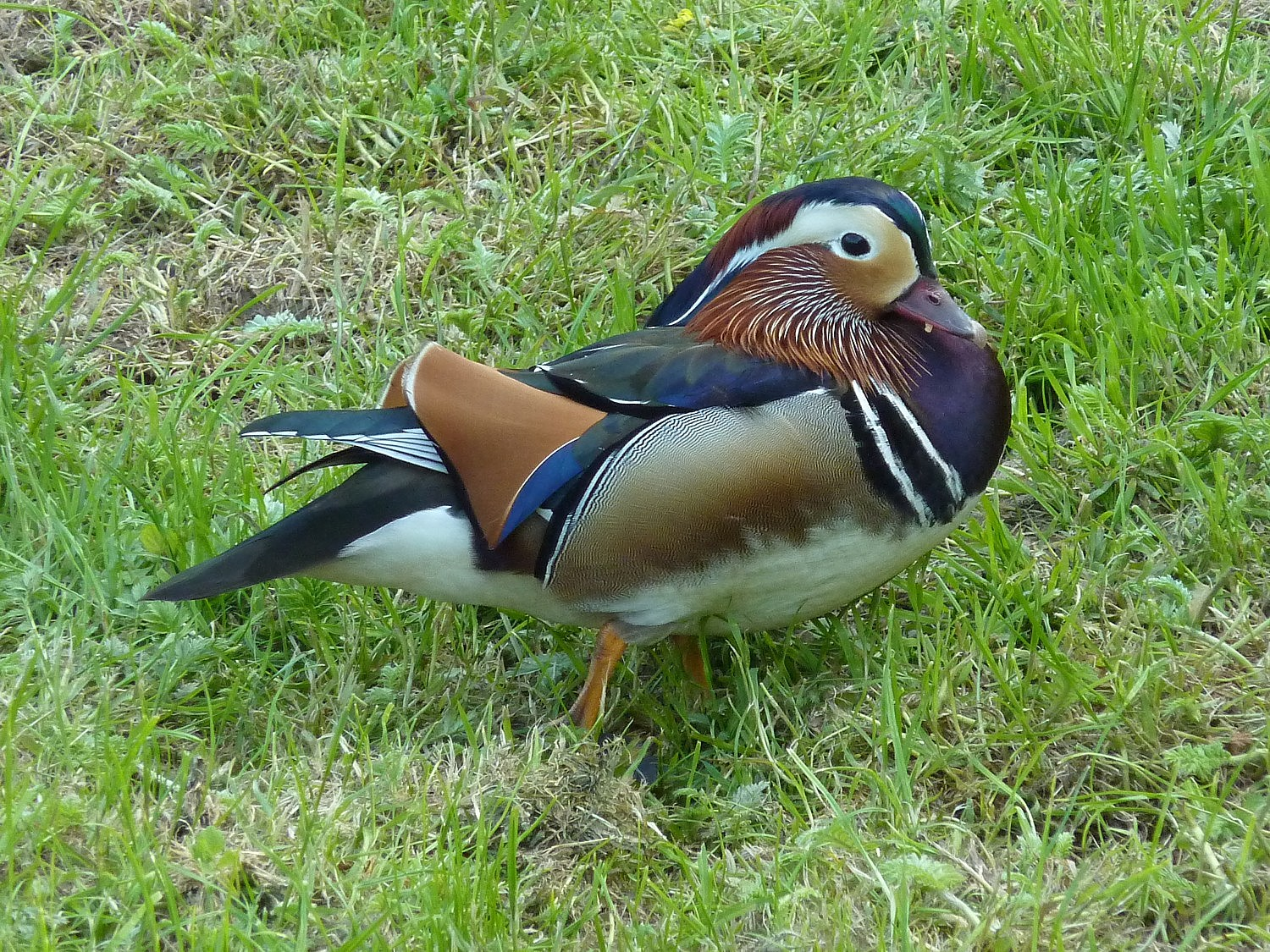
Anatra mandarina in un parco di Lipsia.

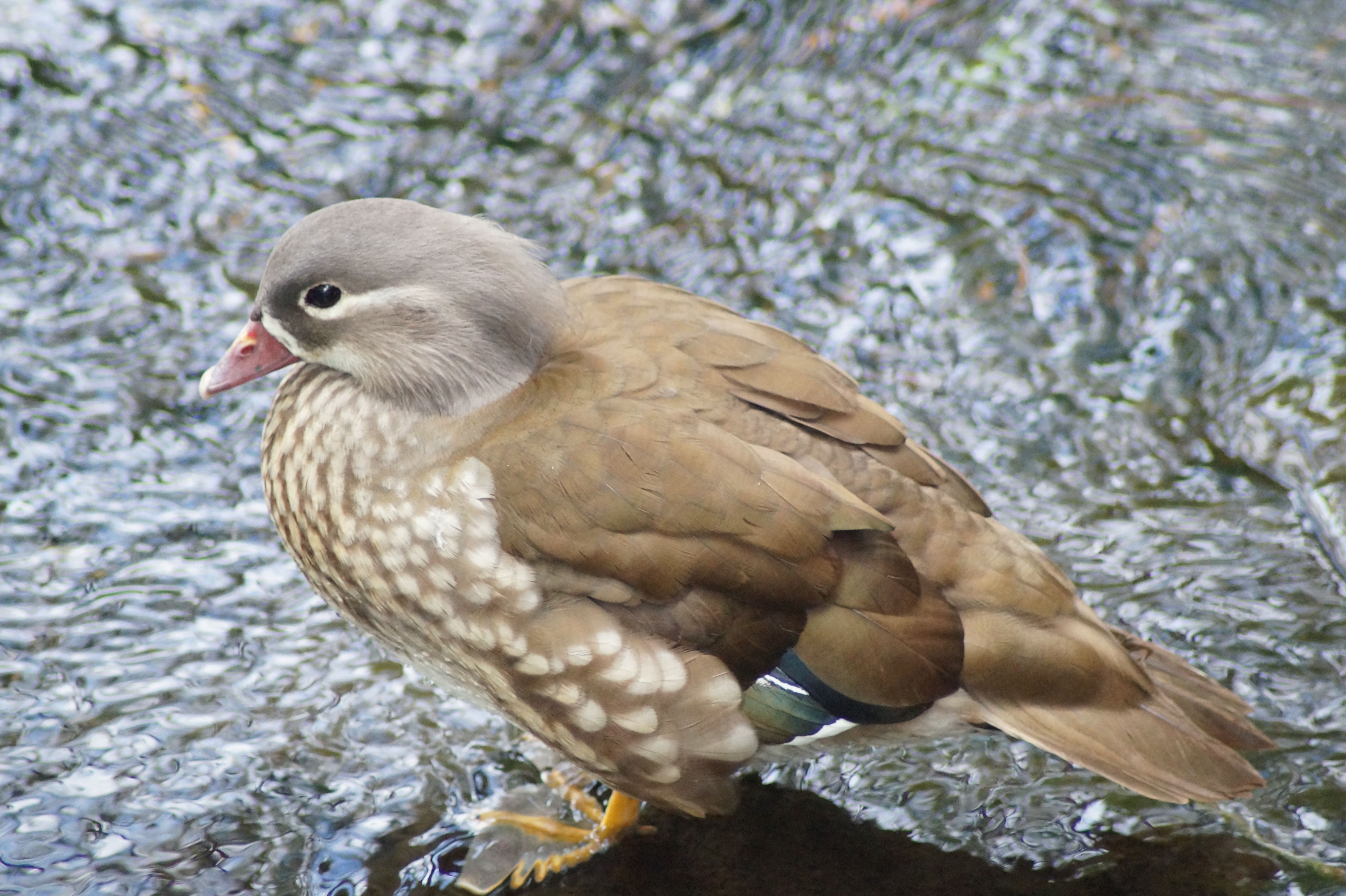
Maschio in fase di eclisse a Mülheim an der Ruhr.

L'anatra mandarina è stata importata in Inghilterra, dalla Cina, prima del 1745 e si è qui, più recentemente, insediata e stabilita a causa di liberazioni e fughe dalla cattività. La popolazione naturalizzata di anatre mandarine inglesi occupava inizialmente la parte sud-orientale dell'Inghilterra, ma si è ampliata notevolmente negli ultimi decenni. In alcune zone dell'Inghilterra la specie sopravvive solo se riceve un'integrazione alimentare artificiale; inoltre essa deve competere con gli scoiattoli grigi (Sciurus carolinensis) soprattutto per le cavità di nidificazione. La popolazione inglese è comunque passata dalle circa 500 unità del 1950 ai circa 3000 esemplari del 1988 e, nonostante le introduzioni di specie esotiche non siano da favorire, la popolazione inglese di quest'anatra costituisce una garanzia per la specie a causa dei forti declini delle popolazioni asiatiche. Inoltre, le anatre mandarine, contrariamente ad altre specie esotiche, non sembrano competere troppo negativamente con le specie inglesi autoctone. La popolazione asiatica continentale ha abitudini migratorie svernando, a latitudini più basse, nella Cina orientale; tutte le altre popolazioni, quella giapponese e la introdotta inglese in particolare, sono per lo più sedentarie. In passato l'anatra mandarina era l'anatra più numerosa di estese zone del proprio areale, ma è stata drasticamente ridotta, con la contemporanea grave frammentazione del proprio habitat, nel corso dello scorso secolo. Il declino della popolazione russa si è avuto a causa delle grandi deforestazioni delle foreste vallive, per colpa della navigazione dei fiumi, per l'inquinamento industriale e per l'irrazionale caccia praticata durante la stagione riproduttiva e la migrazione della specie. Il declino della popolazione russa è stato in qualche modo contrastato grazie alla riduzione della navigazione sui corsi d'acqua a partire dal 1980 e grazie al recupero selettivo delle foreste. Le foreste cinesi primarie, dove le anatre mandarine si riproducevano, sono state completamente distrutte tra il 1911 e il 1928. Tale deforestazione non ha risparmiato neppure gli importanti terreni di caccia imperiali della foresta del Tung Ling. Un incalcolabile numero di anatre mandarine sono state catturate ed esportate; le catture invernali di massa possono essere state un importante fattore di declino della specie, anche se il governo cinese ha bandito l'esportazione già a partire dal 1975. La popolazione asiatica di questa specie era stimata essere nel 1992 di circa 70.000 esemplari; di questi 15.000 risiedevano in Cina, 5000 in Russia e Corea e addirittura 50.000 in Giappone. In Giappone le anatre mandarine erano state decimate dalla caccia eccessiva, ma la specie ha successivamente risposto alla successiva protezione messa in atto a partire dal 1947. Osservazioni più recenti fanno presumere che la popolazione invernale cinese, che si raduna nel sud della Cina, sia presumibilmente attorno ai 30.000 esemplari. Comunque tutti i dati non recenti, riguardanti la presenza di questa specie, sono probabilmente sovrastimati e andrebbero aggiornati. La splendida anatra mandarina è uno degli uccelli acquatici maggiormente diffusi e allevati negli allevamenti amatoriali e nei laghetti ornamentali di tutto il mondo. In cattività sono stati ottenuti e continuano a ottenersi soggetti con colorazioni mutate che non raggiungono mai la bellezza degli esemplari con livrea ancestrale. Quest'anatra può arrivare a vivere circa 10 anni in natura e circa il doppio in cattività.